# Willhart S. Schlegel
Willhart Siegmar Schlegel (* 13. August 1912 in Bad Soden am Taunus; † 25. Januar 2001 in Kronberg im Taunus) war ein deutscher Arzt, Schriftsteller und Sexualwissenschaftler.

## Leben
Schlegel promovierte 1939 beim „Rassenhygieniker“ Otmar von Verschuer an der Universität Frankfurt am Main mit der Arbeit Ein klinisch erbbiologischer Beitrag zur Frage der Asthenie. In der sich in den 1950er bis 1960er Jahren neu konsolidierenden deutschen Sexualwissenschaft war Schlegel einer der führenden Akteure. Trotz seiner nationalsozialistischen Vergangenheit – Schlegel war 1930 schon in die NSDAP eingetreten – konnte er sich in der liberalen Presse als progressiver Verfechter der rechtlichen Gleichstellung homosexueller Männer inszenieren. In seinen Veröffentlichungen verteidigte Schlegel pädosexuelle Beziehungen zwischen Jungen und erwachsenen Männern als charakterfördernde Maßnahmen.